# Шрамм, Одед
Одед Шрамм (ивр. עודד שרם‎‎; 10 декабря 1961, Иерусалим — 1 сентября 2008, штат Вашингтон, США) — израильско-американский математик, лауреат международных премий, известный как создатель теории эволюции Шрамма — Лёвнера и работами на стыке конформной теории поля и теории вероятностей.
Член Шведской королевской академии наук (2008).
Родился в семье профессора Еврейского университета биохимика Михаэля Шрамма. Учился в Еврейском университете, в 1986 году получил степень бакалавра математики, в 1987 — степень магистра; его научным руководителем был Гиль Калай. Затем переехал в США, где в Принстонском университете под руководством Уильяма Тёрстона в 1990 году защитил диссертацию.
Получив учёную степень, два года проработал в Калифорнийском университете в Сан-Диего, а в 1992 году получил постоянную должность в Институте Вейцмана. В 1999 году перешёл на работу в Microsoft Research, жил в Редмонде. Погиб, сорвавшись со скалы во время восхождения на гору (разбился насмерть).

## Награды и отличия
- 1996 — Премия Эрдёша
- 2001 — Премия Салема
- 2002 — Премия Математического института Клэя
- 2003 — Премия Лоэва (Loève Prize[англ.])
- 2003 — Премия Пуанкаре
- 2006 — Премия Пойи (SIAM)
- 2007 — Премия Островского

В 2004 году выступил с пленарным докладом на Европейском математическом конгрессе, а в 2006 году — на Международном Математическом конгрессе в Мадриде.